# Urano Bacelar
Urano Teixeira da Matta Bacellar, brazilski general, * 1947, Bagé, Rio Grande do Sul, † 6. januar 2006, Port-au-Prince, Haiti.

## Življenjepis
1. septembra 2005 je bil imenovan za vodjo MINUSTAHa, mirovnih sil OZN na Haitiju. Na tem mestu je zamenjal sodržavljana Augusta Heleno Ribeira Pereiraja.
7. januarja 2006 so ga našli mrtvega v njegovi hotelski sobi s strelno rano na glavi. 12. januarja sta OZN in Vlada Brazilije objavila poročilo, ki je potrdilo samomor.